# Monêtier-Allemont

Monêtier-Allemont este o comună în departamentul Hautes-Alpes, Franța. În 1 ianuarie 2022 avea o populație de 296 de locuitori.